# Latouchia hunanensis
Latouchia hunanensis là một loài nhện trong họ Ctenizidae.
Loài này thuộc chi Latouchia. Latouchia hunanensis được miêu tả năm 2002 bởi Yajun Xu, Chang-Min Yin & Y. H. Bao.